# Pont-D'Achelles Military Cemetery
Le cimetière « Pont-D'Achelles Military Cemetery » est un cimetière de la Première Guerre mondiale situé à Nieppe (Nord).

## Victimes
| Pays             | Victimes |
| ---------------- | -------- |
| Royaume-Uni      | 173      |
| Australie        | 72       |
| Nouvelle-Zélande | 48       |
| Allemagne        | 37       |
| Total            | 330      |